# Paul Van Himst
Paul van Himst (Sint-Pieters-Leeuw, 2 d'octubre, 1943) fou un destacat futbolista belga i posterior entrenador.
La major part de la seva trajectòria la va viure al RSC Anderlecht, on va guanyar 8 lligues belgues. Posteriorment jugà al RWDM (un altre club de Brussel·les) i a l'Eendracht Aalst, aleshores a la segona divisió.
Amb la selecció marcà 30 gols en 81 partits entre 1960 i 1974. Formà part de la selecció que participà en el Mundial de 1970 i de la que assolí la tercera posició a l'Eurocopa de futbol de 1972.
Fou entrenador de l'Anderlecht i de la selecció nacional, a la que portà a la Copa del Món de 1994.
Fou nomenat quatre cops millor jugador de Bèlgica, els anys 1960, 1961, 1965 i 1974 i fou tres cops màxim golejador de lliga. També fou escollit Golden Player de Bèlgica, com el millor jugador del país dels darrers 50 anys.
Va participar en la pel·lícula Evasió o victòria (Escape to Victory, John Huston, 1981).

## Enllaços externs

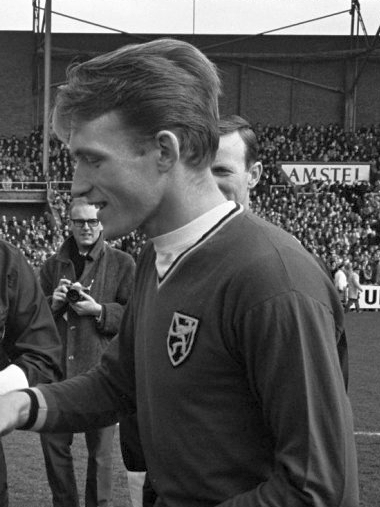
Paul Van Himst